# Capcana timpului
Capcana timpului (denumire originală Quantum Leap) este un serial de televiziune american care a rulat la NBC din 26 martie 1989 până la 5 mai 1993, având în total 5 sezoane (95 de episoade).
Serialul a fost creat de Donald Bellisario, în rolurile principale interpretează actorii Scott Bakula (ca Dr. Sam Beckett, un om care călătorește din viitor -în raport cu anul 1997- pentru a salva viețile unor oameni) și Dean Stockwell (ca Al Calavicci). Pentru interpretarea rolului Sam Beckett, Scott Bakula a primit premiul Globul de Aur pentru cel mai bun actor (dramă) în 1991 și patru nominalizări la premiul Emmy.